# Carprußmeise
Die Carprußmeise (Melaniparus carpi, Syn.: Parus carpi) ist eine Vogelart aus der Familie der Meisen (Paridae).
Die Art wurde wie viele andere Meisenarten im Jahre 2013 von der Gattung Parus in die Gattung Melaniparus verschoben. Die Art wurde als konspezifisch mit der Sambesi-Rußmeise (Melaniparus niger) und der Weißflügel-Rußmeise (Melaniparus leucomelas) angesehen.

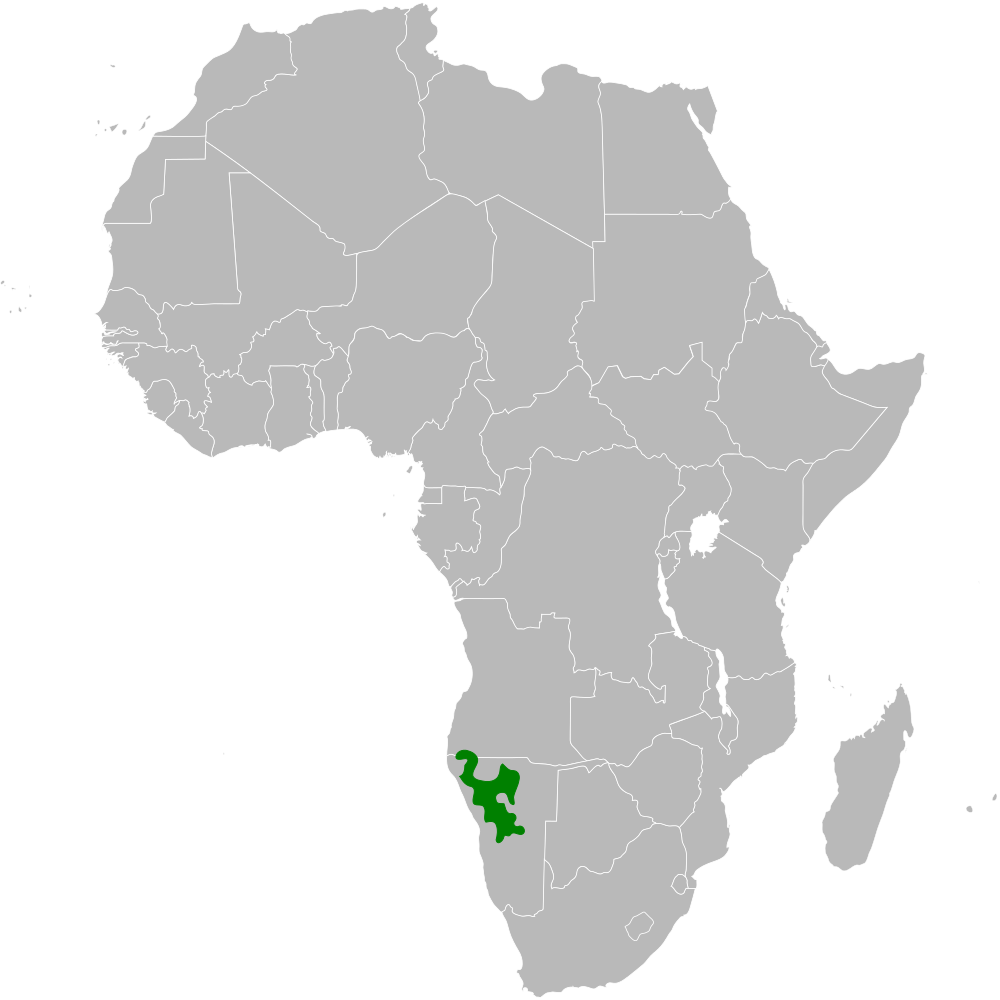
Verbreitungsgebiet der Carprußmeise

Der Vogel kommt in Afrika in Südwestangola und Namibia vor und zählt als subendemisch.
Der Lebensraum umfasst halbaride Savanne, mit Akazien bewachsene Flächen, trockene Mopane-Dickichte, gerne entlang von Wasserläufen, bevorzugt Hügel und Abhänge, gelegentlich außerhalb der Brutzeit auch mal in siedlungsnahen Gärten oberhalb 1000 bis 1830 m Höhe.
Der Artzusatz bezieht sich auf den südafrikanischen Naturforscher Bernhard Carp (1901–1966).

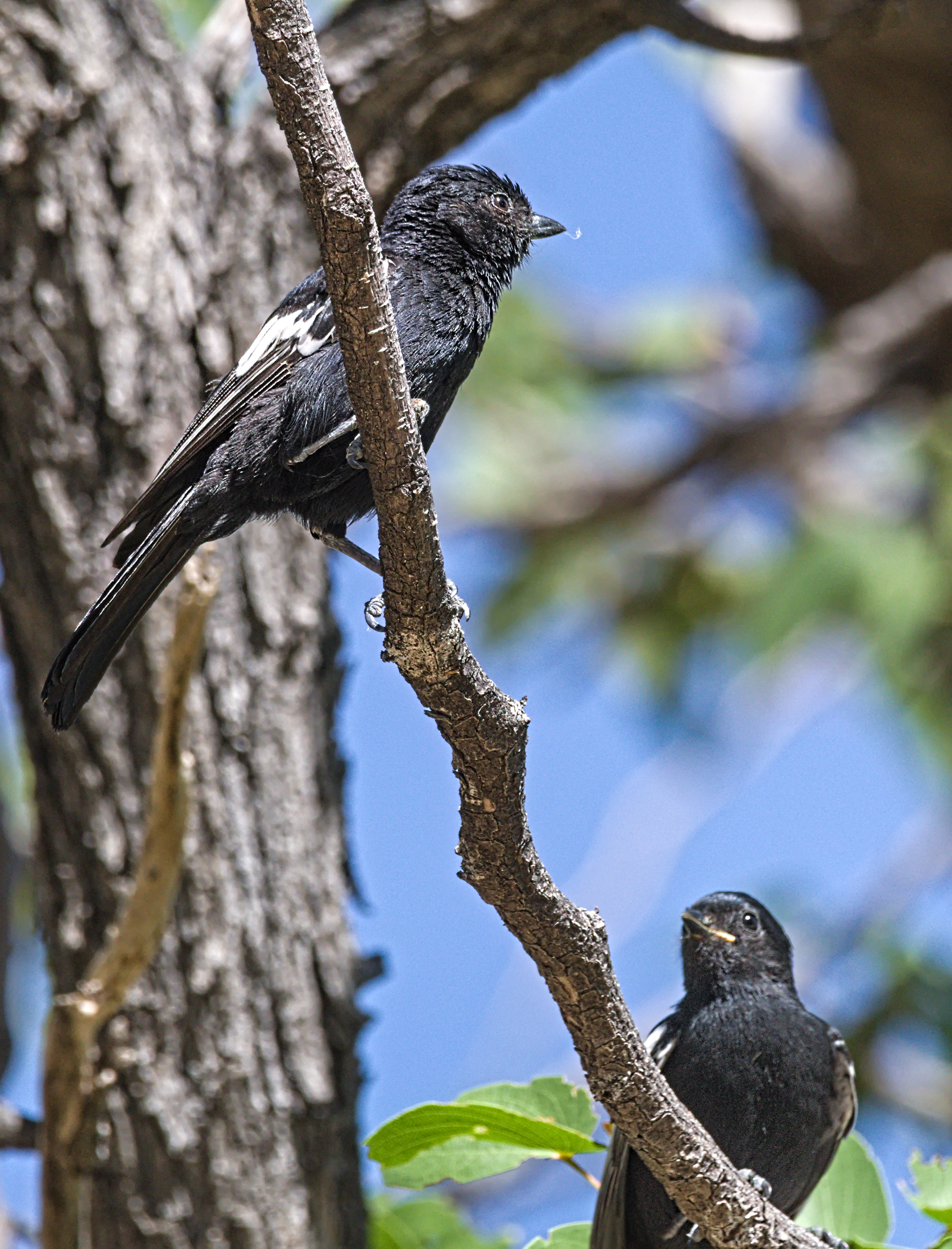
Carprußmeisen in Namibia

Diese Meise ist ein Standvogel.

## Merkmale
Die Art ist 14–15 cm groß und wiegt 41–21 g, eine große, schwarze Rußmeise mit viel Weiß in den Flügeln. Das Männchen ist am ganzen Körper schwarz, auf der Oberseite vom Scheitel bis zu den Oberschwanzdecken bläulich glänzend, der Schwanz ist schwarz mit bläulich-schwarzem Glanz an den Federrändern, die drei äußeren Steuerfedern haben schmale weiße Spitzen. Die Deckflügel sind schwarz, die kleinen und mittleren Armdecken tragen weiße Spitzen und bilden eine deutliche Flügelbinde. Die großen Armdecken haben breite weiße Spitzen und Ränder bis auf inneren, die fast ganz weiß sind. Alula und Handdecken sind schwarz mit weißen Rändern oder Spitzen, die Flugfedern sind schwärzlich-braun. Der Kopf hat im Nacken längere Federn und wirkt dadurch etwas rechteckig. Die Ohrdecken sind zentral heller, fast weißlich. Auch die Unterseite von Kinn bis Schwanz ist schwarz, leicht an den Nackenseiten und an der Unterbrust glänzend. Die Unterschwanzdecken sind diskret weißlich berandet, die Flügelunterseiten schwarz mit weißen Spitzen. Die Iris ist dunkelbraun oder braun, der Schnabel ist schwärzlich, an den Schnabelkanten blass. Die Beine sind grau, bläulich-grau oder schwarz.
Weibchen sind etwas matter und bräunlicher in Gesicht und Kehle. Jungvögel sind auf der Oberseite schwärzlich-braun mit leichtem blauen Glanz, Flügel und Schwanz sind brauner, das Weiß in den Flugfedern ist noch gelbbräunlich, die Schwanzfedern tragen keine weißen Spitzen.
Diese Rußmeise unterscheidet sich von der Sambesi-Rußmeise (Melaniparus niger) durch etwas geringere Größe, einen kürzeren Schwanz und schmaleren Schnabel, außerdem ist sie schwärzer, besonders an der Unterseite und nicht grau gebändert, sie hat auch weniger Weiß im Schwanz, dafür mehr Weiß in den Flügeln. Gegenüber der Weißflügel-Rußmeise (Melaniparus leucomelas) hat sie eine weniger ausgeprägte weiße Flügelbinde und Schwarz in der Mitte der äußeren großen Flügeldecken.
Die Art ist monotypisch.

## Stimme
Die Lautäußerungen umfassen  ein kratziges „jer-jer-jer-jer…“ oder  tsi-tsi-tsi-jer-jer-jer, ein melodisches “churia-churia-churia” und ein pfeifendes “piu-piu-piu-piu-piu…”, insgesamt sehr den Rufen der Sambesi-Rußmeise (zum Verwechseln) ähnlich.

## Lebensweise
Die Nahrung besteht aus Insekten, hauptsächlich Spinnentieren, Ameisen und Termiten, Früchten und Pflanzensamen. Gejagt wird meist paarweise, außerhalb der Brutzeit in kleinen Gruppen, auch in gemischten Jagdgemeinschaften.
Die Brutzeit liegt zwischen Oktober und Mai, auch im Juli, je nach Regenzeit, in trockenen Jahren wird eventuell gar nicht gebrütet. Die Art ist monogam und überwiegend standorttreu, Bruthelfer füttern mitunter die Küken im Nest. Zur Balz gehört Flügelzittern beider Partner. Das Nest wird vom Weibchen in einer Baumhöhle angelegt, manchmal werden verlassene Höhlen von Spechten oder Afrikanischen Bartvögeln genutzt. Das Gelege besteht aus 2–5 Eiern, die vom Weibchen über 13–15 Tage bebrütet werden, das vom Männchen versorgt wird.

## Gefährdungssituation
Der Bestand gilt als „nicht gefährdet“ (Least Concern).